# Culturele evolutie
Culturele evolutie is in de antropologie een concept, aangaande de ontwikkeling of evolutie van culturen en beschavingen. Deze ontwikkeling geldt bijvoorbeeld de technologie, economie, religie en opvattingen omtrent verwantschap. In het verleden ging de antropologie uit van een universele, voor alle culturen geldende ontwikkeling, richting een steeds complexere en geavanceerdere samenleving, zogeheten uni-lineaire of eenlijnige evolutie. Tegenwoordig wordt culturele evolutie veelal gezien als een 'multi-lineair proces', dat per cultuur verschillend van aard is: een multilineaire evolutie.
Door de ontwikkeling van de menselijke hersenen gedurende de evolutie, ontstond een cognitief vermogen waarmee een bewustzijn mogelijk werd, en werd de voorwaarde gecreëerd voor de ontwikkeling van taal — middels symbolen, maar vooral middels spraak via de stem, dankzij een eveneens evolutionair ontwikkeld strottenhoofd. De uitgebreide communicatie die hierdoor mogelijk werd, was essentieel om meer kennis te vergaren dan in een enkel leven mogelijk was door sociaal leren, het leerproces dat mensen en dieren (gedeeltelijk) gemeen hebben. Cumulatie van kennis betekende dat er een ontwikkeling mogelijk was ten opzichte van eerdere generaties. Door deze opgebouwde collectieve kennis kon de 'culturele evolutie' vele malen sneller gaan dan de genetische (biologische) evolutie die zich, althans voor het hogere, meercellige leven, op geologische tijdschaal afspeelt. Cultuur — het collectieve gedrag van mensen onder invloed van vaardigheden, geloven en waarden die overgebracht worden — is daarmee niet alleen mogelijk, maar kan daarmee ook veranderen, in sommige gevallen sprongsgewijs als punctuated equilibrium. Culturele veranderingen die de overlevingskansen vergrootten, konden op hun beurt weer genetische evolutie tot gevolg hebben, evenals de veranderingen die de mens, de ultieme ecosysteemingenieur, aanbracht in zijn omgeving. Als deze wisselwerking van invloed was op de evolutie van de mens dan wordt ook wel gesproken over nicheconstructie.
De vraag in hoeverre culturele verschillen te wijten zijn aan etnische of genetische verschillen, heeft het concept 'culturele evolutie' bij tijd en wijle een beladen begrip gemaakt, vooral in combinatie met — echt of vermeend — superioriteitsdenken. Daar waar het begrip culturele evolutie wordt afgewezen, is dat dan ook veelal niet alleen op wetenschappelijke, maar ook op ideologische gronden. Dit alles heeft geleid tot soms zeer verhitte polemieken. Pinker stelde niet voor niets Behavioral science is not for sissies.

## Unilineair evolutionisme
Met de ontdekkingsreizen werd een groot aantal nieuwe, van de Europese norm sterk afwijkende culturen bekend in Europa. Al snel begon men verklaringen te zoeken voor die diversiteit, en meende men ook verschillende stadia van culturele ontwikkeling te kunnen onderscheiden. De 'primitievere' samenlevingen die aangetroffen werden, werden gezien als overeenkomend met vroege stadia van de eigen samenleving. Veel geleerden tijdens de verlichting zagen drie of soms meer stadia. De bekende onderverdeling van het drieperiodesysteem, voor het eerst gebaseerd op data in plaats van speculatie, kwam van de Deense archeoloog Thomsen in Ledetraad til nordisk Oldkyndighed (1836). Hij noemde de ontwikkelingsstadia naar het materiaal dat gebruikt werd door oude Europese samenlevingen voor de vervaardiging van hun werktuigen, achtereenvolgens steen-, brons- en ijzertijd.
The Origin of Species (1859) van Darwin was weliswaar van grote invloed, maar zijn biologische theorie van evolutie werd anders toegepast, meer in lijn met het idee van lamarckiaanse evolutie, zoals uiteengezet door Lamarck in zijn Philosophie zoologique (1809), dat verworven karakteristieken doorgegeven worden aan het nageslacht.
De ideeën van het sociaal darwinisme zijn vooral afkomstig van Spencer, die aannam dat er geen sprake was van toeval, maar dat evolutie een doel heeft, een telos, naar een steeds complexere samenleving. Arbeidsverdeling speelde daarbij een belangrijke rol, doordat vanuit een relatief egalitaire samenleving zich een samenleving ontwikkelde, met een hiërarchie met bovenin spirituele leiders en een krijgselite.
Morgan en Tylor waren belangrijke vertegenwoordigers van het idee dat niet elke samenleving zijn eigen ontwikkeling doormaakte, maar dat er sprake was van een universeel geldende ontwikkeling. Morgan onderscheidde in Ancient Society (1877) drie fases, waarbij de eerste twee fases weer onderverdeeld werden:
1. primitiviteit:
  1. laag;
  2. middel;
  3. hoog;
2. barbaarsheid:
  1. laag;
  2. middel;
  3. hoog;
3. beschaving.

Deze zouden door elke samenleving doorlopen worden. De overgangen werden bepaald door technologische ontwikkelingen, zoals de ontdekking van de beheersing van vuur, de pijl en boog en het pottenbakken. Onder meer Engels en Karl Marx werden hierdoor beïnvloed, wat naar voren kwam in hun ontwikkelingstheorie in Der Ursprung der Familie, des Privateigenthums und des Staats (1884) waarbij zij stadia onderscheiden van achtereenvolgens oercommunisme, feodalisme en bourgeoisie.
Binnen het raamwerk van unilineaire evolutie zagen antropologen patronen in verwantschap, overgangen van matrilineariteit naar patrilineariteit en religie, en dan vooral totemisme, die wereldwijd geldig zouden zijn. Tylor zag een evolutie in de religie van animisme naar fetisjisme en totemisme, al vermeed hij het om een volledige rangschikking te maken, aangezien hij de ontwikkeling van religie als een complex proces zag. Dit weerhield Lubbock er in The Origin of Civilisation and the Primitive Condition of Man: Mental and Social Condition of Savages (1870) niet van om een unilineaire schema te maken:
1. atheïsme, niet door het afwijzen van een godheid, maar door het ontbreken van ideeën hierover;
2. fetisjisme, de fase waarin een godheid te bewegen is om te voldoen aan de wensen van de mens;
3. natuurgodsdienst of totemisme, waarbij natuurlijke zaken als bomen, meren, stenen en dieren worden vereerd;
4. sjamanisme, waarbij de goden vele malen machtiger zijn dan de mens en alleen door een sjamaan aangeroepen kunnen worden;
5. afgoderij of antropomorfisme waarbij de goden steeds meer het evenbeeld van de mens zijn (antropotheïsme);
6. fase waarbij de godheid de schepper is van de natuur en niet slechts een onderdeel daarvan;
7. fase waarbij moraliteit onderdeel uit gaat maken van religie.

Dit zou een vrij algemeen aanvaarde rangschikking worden onder negentiende-eeuwse antropologen.

## Universeel evolutionisme
Afgezien van Morgan, een van de weinigen die serieus veldonderzoek deed in deze periode, werd het negentiende-eeuwse 'evolutionisme' vooral gekenmerkt door leunstoelfilosofie. Aan het begin van de twintigste eeuw bleken de ideeën van dit theoretische evolutionisme steeds minder goed houdbaar door etnografische en archeologische vondsten. Conclusies trekken over oude samenlevingen op basis van huidige jager-verzamelaars zou inhouden dat deze samenlevingen onveranderd zouden zijn gebleven gedurende tienduizenden jaren, zonder innovatie en zonder zich aan te passen aan veranderende natuurlijke en sociale omstandigheden. Dit alles maakte dat niet langer vastgehouden kon worden aan strikte unilineaire fases die wereldwijd door elke samenleving waren doorlopen. In plaats daarvan kwamen ontstonden anti-evolutionistische stromingen die de nadruk legden op culturele diversiteit, hier verder besproken onder particularisme.
Evolutionisme verdween echter niet volledig, maar maakte plaats voor 'universeel evolutionisme' waarbij de universele fases minder specifiek waren, zoals die van Morgan. Daarnaast verdwenen verwantschapsdiscussies naar de achtergrond, net als te gedetailleerde beschrijvingen die plaats maakten voor algemenere. Belangrijke vertegenwoordigers waren de Australische archeoloog Childe en de Amerikaanse cultureel antropoloog White. De ideeën van Childe, lang werkzaam in het Verenigd Koninkrijk, vonden brede acceptatie binnen de archeologie, waar de vondsten van oude technologieën goed aansloten bij het idee van opeenvolgende stadia.
In de Verenigde Staten vond White minder aansluiting binnen de dan heersende relativistische antropologie aldaar. In de veertig jaar die hij verbonden was aan de Universiteit van Michigan wist hij echter een aanhang van neo-evolutionisten op te bouwen. White vermeed het onderscheid tussen primitief en modern en legde in plaats daarvan de nadruk op de hoeveelheid energie die een samenleving aanwendt. Eerder had Boltzmann al gewezen op het belang van energie in de strijd om het bestaan. Sahlins,  Service en Harris werden door White beïnvloed, maar zij verschoven met de opkomst van culturele ecologie meer naar het particularisme.

## Particularisme
Het idee van een unilineaire evolutie werd al aan het einde van de negentiende eeuw door onder meer Boas ondergraven. De theorie werd gezien als etnocentrisch, of zelfs racistisch, zoals wanneer gesproken werd over lagere, inferieure rassen. Men verwierp het door het vooruitgangsgeloof ingegeven idee dat de moderne samenleving beter zou zijn dan oudere vormen. Boas stond een relativistische visie voor; culturen kunnen niet onderling vergeleken worden, omdat elk zijn eigen waarden en normen heeft. Samenlevingen konden zich wel in een vergelijkbaar stadium bevinden, dat betekende niet dat het proces om daar te komen overeenkwam. Zo kon een cultuurgebied door diffusionisme, de verspreiding van zaken als ideeën, technologieën, religies en talen door onderlinge contacten, overgaan naar het stadium van de gastcultuur. Wat volgde was wat Harris later historisch particularisme noemde; men meende de menselijke geschiedenis slechts in kleine geïsoleerde delen, maar nooit in zijn totaliteit te kunnen weergeven, de idiografische benadering.

## Multilineair evolutionisme
Halverwege de twintigste eeuw werden weer pogingen gedaan voor een systematische of nomothetische benadering. White en Steward brachten een herleving van de oude culturele evolutie waarbij rekening werd gehouden met de bezwaren. Universeel evolutionisme was echter te vaag gebleken; dat samenlevingen technologische vooruitgang doormaakten en complexer werden, werd niet betwist, maar verandering alleen is een weinig bijzonder fenomeen en had als theoretisch raamwerk weinig te bieden. Een zinvolle theorie moest ook verklaringen kunnen bieden en specifieke mechanismes benoemen.
Dat niet alle samenlevingen dezelfde ontwikkeling doormaakten, betekende volgens White en Steward niet dat er helemaal geen parallellen te ontdekken waren, zoals de particularisten claimden. Multilineair evolutionisme werd door Steward uitgewerkt door voor verschillende gebieden verschillende paden voor te stellen waarbij ecologische omstandigheden de mogelijkheden bepaalden. Hij verwierp daarbij het idee van vooruitgang en in plaats hiervan legde hij de nadruk op aanpassing aan de historische ontwikkelingen en de natuurlijke omgeving, vergelijkbaar met de ideeën van Darwin. In 1955 werd zijn methode bekend toen hij Theory of Culture Change: The Methodology of Multilinear Evolution publiceerde.
Steward onderscheidde de familie, patrilineaire en samengestelde bands, Redfield's folk society en de staat. In Evolution and Culture uit 1960 werd dit neo-evolutionisme verder uitgewerkt. Hierin onderscheidden Service en Sahlins de sociale structuur op basis van de complexiteit. In toenemende complexiteit waren dit de band, de stam (tribe), de proto-staat (chiefdom) en de natiestaat.
In de jaren daarna bleek uit onderzoek dat kenmerken van veel samenlevingen moeilijk in te passen waren in deze onderverdeling. In de antropologie werden dit model en dat van Fried dan ook grotendeels verlaten en keerde men weer terug naar de nadruk op onderzoek naar specifieke culturen. In de archeologie liep men tegen dezelfde problemen aan. Hier verliet men de modellen echter niet, maar begon men deze aan te passen en uit te breiden.
Murdock volgde een andere weg binnen het multineair evolutionisme. Empirisch ingesteld, bouwde hij een grote database op van uiteindelijk honderden samenlevingen gecodeerd met honderden variabelen, de Human Relations Area Files. Hiermee konden statistische correlaties gevonden worden tussen verschillende culturen.

## Sociobiologie
Elke poging in het verleden om de menselijke natuur te koppelen aan biologie is omringd geweest met controverses. Het idee dat menselijk gedrag en handelen in ieder geval ten dele bepaald wordt door biologische processen werd wel gezien als deterministisch en indruisend tegen de persoonlijke identiteit en de eigen morele verantwoordelijkheid. Daarnaast hielp het niet dat biologische mechanismes — net als eerder bij de unilineaire evolutie — werden gebruikt of misbruikt om ideologieën van superioriteit te onderbouwen, waarvan eugenetica het bekendste en beruchtste voorbeeld is.
Zo ook in 1975 toen Wilson Sociobiology: The New Synthesis publiceerde. Daarmee verkreeg sociobiologie grote bekendheid en werd ook direct controversieel. Sociobiologie volgde uit het probleem van altruïsme en zelfopoffering dat aangetroffen werd in de natuur, hoewel het darwinistische principe van natuurlijke selectie voorspelt dat dit fenomeen zichzelf zou moeten elimineren. Groepsselectie werd eerder wel voorgesteld als mechanisme, maar dit bleek slecht houdbaar. Wilson zag verwantschapsselectie als het werkzame mechanisme. Er was daarmee uit het oogpunt van de genen ook geen sprake van altruïsme, maar van een eigenbelang door het principe van inclusieve fitness, waarbij de genen niet direct worden doorgegeven, maar door naaste verwanten. Om deze reden is sociobiologie ook wel de biologie van het nepotisme genoemd.
Volgens Wilson golden de darwiniaanse principes van genetische variatie, natuurlijke selectie en reproductie niet alleen biologisch, maar ook cultureel. Culturele kenmerken die in meer of mindere mate genetisch bepaald zijn en die de overlevingskansen vergroten, zullen zich door een proces van variatie, selectie en replicatie verspreiden. Wilson stelde dat cultuur aan de leiband van de genen loopt, de genetic leash.
Vanuit de antropologie volgde een storm van kritiek op deze indringer in het vakgebied. Zo stelde Harris dat genotypes nooit alle variaties kunnen verklaren in gedragsfenotypes. Sahlins haalde uit naar Wilson en zijn ‘vulgaire’ sociobiologie in The Use and Abuse of Biology. Uitgesproken hard werd de kritiek met beschuldigingen door Gould en Lewontin dat Wilson met zijn vermeende determinisme een theoretisch raamwerk bood ter rechtvaardiging van bestaande privileges op basis van klasse, ras en sekse en zelfs de Holocaust.
Pinker stelde niet voor niets Behavioral science is not for sissies. Hij verdedigde Wilson in  The Blank Slate: The Modern Denial of Human Nature (2002) door te stellen dat hoewel Wilson er soms naast zat of te kort door de bocht ging, er in Sociobiology juist geen sprake was van determinisme, reductionisme en het verdedigen van een status quo, maar dat Wilson juist sprak van waarschijnlijkheid. Ook de beschuldiging van een rechtse politieke agenda van Wilson schoof Pinker als ongefundeerd terzijde.
Al met al leidde dit nauwelijks tot nieuwe inzichten, maar vooral tot een tegenstelling zoals eerder met Boas. Tegenover het vermeende genetisch determinisme werd daarmee vastgehouden aan een determinisme van de gedragswetenschappen. Dit idee van een tabula rasa —  de mens bij geboorte als onbeschreven blad, slechts gevormd door de omgeving, de blank slate van Pinker — is een van de uitersten in het nature-nurture-debat.
Ondanks alle kritiek zijn er met de vorderingen op het vlak van genetica en neurofysiologie steeds meer aanwijzingen dat gedrag niet slechts voortkomt uit de omgeving. Daarmee is dit steeds meer onderdeel van disciplines als gedragsecologie, cognitiewetenschap, cognitieve neurowetenschap, gedragsgenetica en evolutionaire psychologie.

## Memen
In 1976 verscheen van Dawkins The Selfish Gene. Hij stelde, meer dan Wilson, dat veranderende cultuur niet slechts verklaard kon worden door genetische variatie en selectie. Het was juist het menselijke brein dat dit mogelijk maakte door communicatie via een replicator die hij meme noemde. Memetica zou daarna de studie worden van de evolutie van cultuur en ideeën. Anders dan Wilson, zag Dawkins dat waar het brein aanvankelijk in dienst stond van de verspreiding van de genen, dit langzaam omdraaide met het krachtiger worden van het brein. Zo zouden de genen aan de leiband van de memen zijn gaan lopen.
Dawkins kwam net als Wilson onder vuur te liggen van antropologen en biologen die geen nieuwe inzichten meenden te verkrijgen via de meme. Als replicator voldeden de memen slecht in vergelijking met de genen, aangezien een exacte kopie vrijwel onmogelijk is met veel mutaties. Daarnaast ontbreekt ook een informatiedrager, zoals DNA bij genen. Informatie wordt niet direct van brein tot brein overgedragen, maar via zeer diverse media. Daarbij is de informatieoverdracht niet beperkt tot de achterliggende ideeën alleen, maar worden vergezeld van gedrag dat niet noodzakelijk direct te herleiden is tot die ideeën. Zo kunnen gelijke ideeën leiden tot grote verschillen in waarneembaar gedrag. Andersom kunnen verschillende ideeën vergelijkbaar gedrag voortbrengen. Ook zijn replicators niet nodig zijn om een darwiniaanse evolutie van cultuur te verklaren. Onduidelijkheid over wat een meme exact is, maakt empirisch onderzoek verder vooralsnog moeilijk, zo niet onmogelijk.
Dit alles maakt dat het nu onbekend is of er wel of geen sprake is van een replicator, wat de nodige voor- en tegenstanders van de memetheorie oplevert en de nodige stof voor verder onderzoek. De Balkanisering van de sociale wetenschappen is daar mede debet aan, vooral tussen de maatschappijwetenschappen en de gedragswetenschappen. Darwiniaanse modellen lijken hierbij een mogelijke oplossing, aangezien deze de gezichtspunten van beide wetenschappen bevatten. Populatiemodellen zouden hierbij uitkomst kunnen bieden.